# Love of My Life (An Ode to Hip-Hop)
Love of My Life (An Ode to Hip-Hop) è un brano musicale R&B/Hip hop della cantautrice statunitense Erykah Badu, scritto dalla stessa insieme al rapper Common, ospite del brano, a Madukwu Chinwah, Robert Ozuma, James Poyser, e Glen Standridge, e prodotto da Raphael Saadiq. Il brano è stato composto appositamente per la colonna sonora del film Brown Sugar, ed è stato pubblicato nella seconda metà del 2002 come singolo portante della stessa. Il singolo è arrivato alla posizione numero 1 della Billboard Hot R&B/Hip-Hop Songs, dove è rimasto stabile per otto settimane consecutive tra fine 2002 inizio 2003, ed è entrato nella top10 della Billboard Hot 100. Il pezzo ha ottenuto molte nomination e diversi premi, tra cui un Grammy nella categoria Best R&B Song.

## Composizione e testo
La canzone condivide con il film per cui è stata scritta, con il video e con Act Too (The Love Of My Life) dei The Roots (presente nella stessa colonna sonora) e I Used to Love H.E.R. di Common (singolo del 1994) un tema comune: la personificazione dell'Hip-Hop. Costruita da Raphael Saadiq su una base hip hop forte, la canzone vede così come protagonista l'hip hop nei panni di un ragazzo conosciuto da Badu durante la prima adolescenza, descritto come se fosse il primo amore. Nel testo la cantante ricorda di come questi le abbia dato appoggio con i suoi testi e le sue parole, nonostante sapesse di non essere l'unica per lui. Nella sua strofa Common interpreta il ragazzo in questione, ovvero l'Hip-Hop, e descrive come abbia conquistato Erykah. Nelle composizioni di Common e dei The Roots invece l'Hip-Hop viene personificato in una donna.

## Video
Badu ha diretto il video del singolo con l'aiuto di Chris Robinson, con il quale ha creato un videoclip ricchissimo di scene e di colori vividi. Il video, che è una dichiarazione d'amore all'Hip-Hop proprio come il brano, riporta la cantante alle sue radici, e mostra l'evoluzione del genere dalla sua nascita fino al presente. Si apre con un graffito sullo schermo nero che dice "Once upon a time on the planet somewhere a boombastic beat was born...Let's call her Hip Hop..", ovvero "Tanto tempo fa da qualche parte sul pianeta è nato un ritmo rimbombante...Chiamiamola Hip Hop..".  Viene usato il pronome femminile "her" perché l'hip hop viene personificato in una donna. La prima scena ad apparire, e che farà da filo conduttore fino alla fine del video, mostra la cantante in una sorta di bottega in cui sono esposti vari oggetti e cimeli legati alla storia dell'Hip-Hop, alcuni dei quali sono tenuti anche in vasetti sotto spirito: catene d'oro, scarpe, registratori di audiocassette, maschere del mixer, bombolette spray ecc. In questa scena la cantante indossa un turbante color sabbia ed ha una striscia di trucco azzurra che parte dal labbro inferiore fino a percorrere tutto il collo.
La scena seguente viene introdotta tramite uno zoom che penetra in un vaso esposto da Erykah, dando inizio alla storia che mostra le varie fasi vissute dall'Hip-Hop. Compare quindi la consueta scritta introduttiva "A story by Erykah Badu", che segue lo stile dei graffiti così come la scritta iniziale. Tramite un movimento di macchina che sfrutta una gru, si entra nella camera da letto di Erykah ragazzina, che imbraccia un enorme stereo da portare in giro, come facevano i ragazzi negli anni ottanta. Qui la cantante ha i capelli raccolti ai lati, e indossa una maglietta azzurra che porta davanti la scritta "Hip Hop" e dietro "Planet Rock", inoltre indossa lunghissimi stivali di colore viola con rifiniture, lacci e cerniere di colore rosa brillante, e che finiscono in zeppe altissime, queste calzature donano al look di Erykah un tono decisamente spaziale, come i lunghi bracciali argento e celesti che porta ai polsi. Tutta la scena, insieme all' enorme graffito sulla parete è un chiaro tributo al cult movie del 1983 Wild Style, e quando l'artista si mette lo stereo in spalla, si sente il frastuono di un beat hip hop tipicamente degli inizi del genere.
Nella scena seguente la cantante arriva sul tetto del palazzo, in un look completamente diverso: tuta viola e scarpe da ginnastica bianche, entrambi dell'Adidas, maglietta bianca con la scritta dorata "Hip Hop", pelliccia grigia, guanti, cappello in pelo bianco e i lunghi capelli dalle sfumature violette tenuti in treccine sciolte. Qui Erykah si esibisce in una gara di break dance con Crazy Legs (Membro della leggendaria Rock Steady Crew). La scena viene interrotta da un operatore che segna il ciak.
Dopo il primo ritornello l'audio viene interrotto, per introdurre una sequenza in cui appare MC Lyte in un cameo, mentre rappa insieme a degli amici in uno scantinato. Erykah, che nel frattempo ha cambiato abiti e ha indossato basco rosa, pesante catena d'oro e giacchetta sportiva azzurra, li raggiunge e inizia ad esibirsi in un freestyle, aiutandosi battendo il pugno sul muro, che lascia tutti sbalorditi. L'audio riparte con Common che esegue una brevissima strofa rap, seduto su degli scalini mentre gli passa a fianco la cantante. Qui il rapper indossa enormi occhiali a mascherina, cappello e giacca di pelliccia.
Nella scena successiva, che rappresenta un omaggio all' Hip Hop politicamente impegnato, la cantante appare vestita seguendo un look tipicamente afrocentrista, che prevede maglietta rossa che porta sempre la scritta "Hip Hop", monile al collo con i colori della bandiera giamaicana, giacchetta verde militare e copricapo largo di lana solitamente indossato degli artisti raggae. Con questo nuovo look la cantante entra in una stanza dove un gruppo di attivisti (si possono notare tra gli altri il rapper Chuck D ed il regista Spike Lee) si trova intorno a un tavolo pianificando un'azione eversiva, i quali salutano l'artista col pugno alzato, e Badu risponde allo stesso modo. In questa scena si può sentire in sottofondo un classico sample di fiato presente in Rebel Without a Pause dei Public Enemy. Uscita dall'edificio, la cantante si trova di fronte un uomo (che ripropone coreograficamente Fuck The Police degli N.W.A) nell'atto di fuggire, e viene arrestata da un poliziotto ritenuta responsabile del crimine da lui commesso. La cantante allora appare in una sequenza che la mostra esibirsi in una serie di foto segnaletiche con un cartello su cui è scritto "Hip Hop".
Nella scena immediatamente successiva la cantante, con maglietta e pelliccia nere, cerchi alle orecchie, jeans attillati, stivali leopardati e cappello a falde larghe, entra ed attraversa una stanza dai toni violacei alla cui porta apre Lil' Flip, membro della Screwed Up Click, in questa scena la canzone subisce un Pitch Shifting ed il video mostra una percezione visiva alterata (tipica dell'assunzione di Purple Drank, un cocktail a base di sciroppo alla Codeina) come omaggio al genere Chopped 'n Screwed inventato dal compianto DJ Screw.
Uscita dalla stanza, partecipa al gioco dei dadi (tipico cliché dei videoclip Rap/R'nB) in cui vince parecchi soldi, ma chiusasi la porta alle spalle si ritrova un intero staff di persone al suo seguito che la catapultano all'improvviso su un palco, sul quale deve esibirsi come disc jockey. La cantante improvvisa vari scratch e a un certo punto si rende conto che il pubblico è formato esclusivamente da ragazzi bianchi vestiti secondo i vari generi dello stile hip hop: dopo il primo sgomento, scrolla le spalle e si butta tra il pubblico che la sostiene con le mani. In questa scena Badu esibisce una vistosa griglia argentata ai denti, ad ha un look dai colori molto più vivaci: basco giallo e arancione, maglietta gialla, vari anelli e bracciali, pantaloni a scacchi arancio e gialli e enormi stivali dorati con la zeppa. Mentre la cantante si concentra sui piatti, Common è tra il pubblico che esegue la sua strofa.
Badu e Common si incontrano fuori dal locale, e mentre stanno per salire su uno scuolabus compare una scritta verde che ferma l'azione che dice "He used to love H.E.R." (Era solito amarla), in riferimento al brano del rapper. Il conducente è interpretato da Dj Kool Herc ritenuto da molti il fondatore della cultura Hip Hop. Quando parte, la cantante si sporge dal finestrino e viene mostrata la targa, su cui è scritto "Future", verso il quale si immagina che si stia dirigendo lo scuolabus dell'Hip-Hop. Il video si chiude con Badu nella bottega iniziale che con una bomboletta scrive sullo schermo "Brown Sugar".
Il video è presente anche in una versione in cui vengono mostrate alcune scene del film

## Riconoscimenti
Love of My Life ha ricevuto un premio ai Grammy Awards del 2003 nell'ambita categoria Best R&B Song; con tre nomination, si tratta del brano più acclamato per la cantante ai Grammy in tutta la sua carriera. Gli è stato anche assegnato un premio ai Lady of Soul Awards come "Best Solo Single", mentre il video musicale è stato premiato ai BET Awards come "Video of the Year".

### Lista completa delle nomination
In Grassetto compaiono i titoli vinti.
- Lady of Soul Awards
  - Best Solo Single
  - R&B/Soul Single
- Black Reel Awards
  - Best Film Song
- Grammy Awards
  - Best R&B Song
  - Best Urban/Alternative Performance
  - Best Song Written for a Motion Picture, Television, or Other Visual Media
- BET Awards
  - Video of the Year
  - Best Collaboration
- American Music Award
  - Video of the Year

La rivista Billboard ha inserito il brano tra le 100 canzoni R&B/Hip-Hop di maggior successo degli anni 2000 alla posizione numero 40. La cantante è presente nella stessa classifica anche alla posizione 49 con Bag Lady.

## Ricezione
Il singolo è entrato nella Hot 100 il 7 settembre 2002 al numero 94, ed è entrato in top40 abbastanza lentamente, due mesi più tardi, il 9 novembre al numero 27. A gennaio 2003 è entrato in top10, arrivando alla posizione numero 9, diventando il secondo singolo della cantante ed entrare nella top10 statunitense dopo Bag Lady. Con 27 settimane passate in classifica, il singolo è stato classificato alla posizione numero 78 nella classifica dei 100 singoli di maggior successo del 2003. Nella classifica R&B il risultato è stato di gran lunga più soddisfacente. Entrato in questa classifica il 17 agosto 2002 al numero 71, il singolo è entrato nella top40 velocemente, ed ha raggiunto la prima posizione il 28 dicembre, scalzando dal podio Work It di Missy Elliott e rimanendovi stabile per otto settimane di seguito per poi lasciarlo a Miss You di Aaliyah. La canzone ha speso nella classifica R&B 40 settimane, con una permanenza che è durata fino a maggio del 2003. Lo straordinario successo ottenuto tra 2002 e 2003 ha permesso al singolo di rientrare sia nella classifica dei 100 pezzi R&B di maggior successo del 2002, che in quella del 2003: nella prima è arrivato al numero 67, mentre nella seconda al numero 19.
Il successo del singolo è stato garantito da un massiccio passaggio in radio, che gli ha garantito la prima posizione anche nella Hot R&B/Hip-Hop Airplay e la nona anche nella Hot 100 Airplay, mentre nelle classifiche dedicate esclusivamente alle vendite ha raggiunto la posizione 18 in quella R&B e la 27 in quella pop.

## Classifiche
| Classifica (2000)                            | Posizione |
| -------------------------------------------- | --------- |
| U.S. Billboard Hot 100                       | 9         |
| U.S. Billboard Hot 100 Airplay               | 9         |
| U.S. Billboard Hot Singles Sales             | 27        |
| U.S. Billboard Hot R&B/Hip-Hop Songs         | 1         |
| U.S. Billboard Hot R&B/Hip-Hop Airplay       | 1         |
| U.S. Billboard Hot R&B/Hip-Hop Singles Sales | 18        |

## Tracce
1. "Love of My Life (An Ode to Hip Hop) (Radio Edit)" (3:50)
2. "Love of My Life (An Ode to Hip Hop) (Radio Edit Without Rap)" (3:50)
3. "Love of My Life (An Ode to Hip Hop) (Album Version Edit)" (3:50)
4. "Love of My Life (An Ode to Hip Hop) (Instrumental)" (4:28)